# サルケルド・ホール

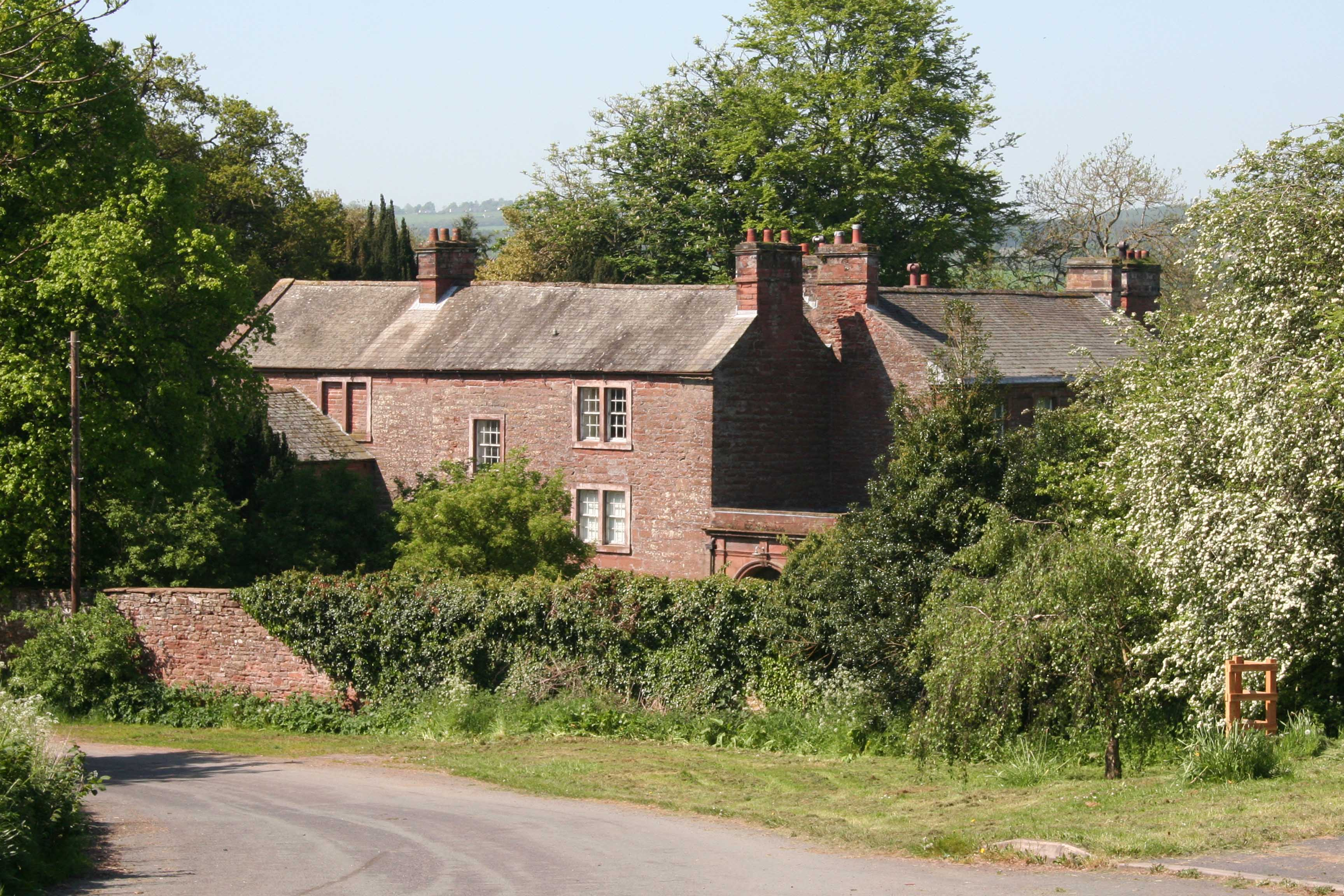
サルケルド・ホール

サルケルド・ホール（英: Salkeld Hall）は、イングランドのカンブリア州 リトル・サルケルド村にある赤色砂岩で造られた第2*級指定建築物のカントリー・ハウスであり、サルケルド家本来の邸宅でもある。

## 歴史
現在の住宅はこの場所にあった以前あった建物の壁を利用した上で16世紀後半に建設されたものである。1967年にこの建物の最も古い部分が14世紀から存在していることが判明した。この場所に存在していた最初の建物の年代は不明であるが、ここは「古代の城」における可能性を秘めた場所であるといえる。
14世紀に同じ赤色砂岩を用いて建てられたグレート・コービー近くのコービー城もまたサルケルド家の所有であった。サルケルド・ホールの最終所有者であるジョージ・サルケルド氏はイングランド内戦の際に「僅かな報酬」によって住み処を追われた。住宅の所有権はチョムリー大佐に渡った。大佐はこの場所に新居を建てた上で1688年以前にチャールズ・スモールウッド氏の資産となった。1790年、スモールウッド氏の子孫であるティモシー・スモールウッド様はサムエル・レイシー大佐に住宅を売却した。
この住宅に居住していた期間中、レイシーの使用人（逃亡した当番兵）はレイシー洞窟に（指示を受けて）彫刻する責任者であり、土地を耕せるようにと火薬を用いてロング・メグ・アンド・ハー・ドーターズと呼ばれるストーンサークルで石を爆発させようとしたと伝わる。後者（火薬を用いて石を爆発させようとした件）については確認されておらず、一部の資料によればレイシーが生まれる前の1725年に行われたとされる。地元に伝わる民間伝承では作業が開始された際に頭上で暴風が発生したために作業員達はその場から急いで逃げ出し、この作業は永久に放棄されたという。しかし、石にはそのような爆発の痕跡は見当たらない。
1836年にレイシー大佐はロバート・ホジソン様に住み処を売却した。この当時から現在までにおける所有者は不明であるが、1847年当時にはロバート・ホジソンがまだ所有者であったとの記録が残されており、住宅、事務所、および庭園に大規模な改良を行ったとされている。
1967年にはこの住宅が複数の休暇用アパートに分割されていたとの記録もある。

## 現在の状況
現在、横断することができない公道がある個人所有の住宅となっている。住宅の主要部分は無傷のまま残されており、所有者がそのまま居住している。今では休暇用アパートだった場所が契約基準で貸し出されていて、1960年代以降では近代化は殆ど進んでいない。ある時には自立した2階建ての住宅があったであろう土地の南西に残された複数の離れ家は今では荒廃してしまっている。